# Kruisbrug (Hoofddorp)
De Kruisbrug is een duikerbrug in de Kruisweg in het centrum van Hoofddorp, de grootste plaats in de Noord-Hollandse gemeente Haarlemmermeer, en voert over de Hoofdvaart. Oorspronkelijk was het een vaste brug. Op de huidige brug bevindt zich tegenwoordig een rotonde waar het verkeer van de Kruisweg naar de Hoofdweg oostzijde kan rijden.
De brug ligt vlak bij het centrum en bij het Marktplein. Aan de westzijde liggen vlak bij de brug het oude raadhuis en een hotel.
Als onderdeel van het project "de Rode Loper" krijgt de brug een nieuw wegdek. Toen het oude asfalt werd verwijderd leek de brug in slechtere staat dan verwacht, maar dat bleek toch niet het geval.
De naam van de brug verwijst naar de Kruisweg die daar de Hoofdvaart kruist.